# Hardencourt-Cocherel
 Hardencourt-Cocherel  là một xã thuộc tỉnh Eure trong vùng Normandie miền bắc nước Pháp.